# Bombus mexicanus
Bombus mexicanus (saknar svenskt namn) är en insekt i överfamiljen bin (Apoidea) och släktet humlor (Bombus) som finns i Mexiko och Centralamerika. 

## Beskrivning
Bombus mexicanus är vanligen helt svarthårig med undantag för den tredje tergiten, som är gulhårig. Mitt på mellankroppen har de en bar, hårlös fläck. Hanarna kan även ha vita hår inblandade i den svarta pälsen på ansikte och hjässa; de har även åtminstone en del gula hår på den fjärde tergiten. De bakre skenbenen och fötterna är brunhåriga, medan vingarna är mörka med ett violett skimmer. Drottningen blir mellan 20 och 25 mm lång, arbetarna 12 till 16 mm, och hanarna 12 till 18 mm.

## Ekologi
Habitatet utgörs av fuktiga bergsskogar och tropiska låglandsskogar. Arten förekommer även i plantager. Beroende på geografisk förekomst, återfinns arten på höjder mellan 150 och 2 700 m. Den är dock vanligast från 400 till 1 000 m, i Costa Rica kan den till och med gå så lågt ner som till havsytans nivå. Arten är troligtvis aktiv året om. Den flyger till växter som myrtenväxten guava och måreväxten arabiskt kaffe.

## Utbredning
Arten finns i södra Nordamerika och Centralamerika, från Mexiko (delstaterna Chiapas, Jalisco, Michoacán, Oaxaca, Puebla, San Luis Potosi och Veracruz), över Guatemala, El Salvador, Honduras och Nicaragua till Costa Rica och Panama.

## Bevarandestatus
Bombus mexicanus population minskar, och Internationella naturvårdsunionen (IUCN) klassificerar den därför som sårbar (VU). Främsta hoten är ökad uppodling, ökad boskapsdrift, och ökad användning av kemiska bekämpningsmedel. Andra hot är byggnation, gruvdrift och skogsbränder.